# Sempervivum armenum
Sempervivum armenum är en fetbladsväxtart som beskrevs av Pierre Edmond Boissier och Huet. Sempervivum armenum ingår i släktet taklökar, och familjen fetbladsväxter. Utöver nominatformen finns också underarten S. a. insigne.